# Кизилбалицький сільський округ
Кизилбали́цький сільський округ (каз. Қызылбалық ауылдық округі, рос. Кызылыбалыкский сельский округ) — адміністративна одиниця у складі Каратальського району Жетисуської області Казахстану. Адміністративний центр — село Копбірлік.
Населення — 1185 осіб (2021; 1407 у 2009, 1295 у 1999, 1397 у 1989).
Станом на 1989 рік існувала Кизилбалицька сільська рада (села Каракум, Копбірлік, Фрунзе) колишнього Бурлютобинського району.

## Склад
До складу округу входять такі населені пункти:
| Населений пунктм | Населення, осіб (1989) | Населення, осіб (1999) | Населення, осіб (2009) | Населення, осіб (2021) |
| ---------------- | ---------------------- | ---------------------- | ---------------------- | ---------------------- |
| Каракум, село    | 553                    | 472                    | 498                    | 354                    |
| Копбірлік, село  | 820                    | 823                    | 909                    | 831                    |
| Фрунзе, село     | 24                     | -                      | -                      | -                      |